# Andreas Wenzel
Andreas Wenzel (conocido como Andi Wenzel; Múnich, RFA, 18 de marzo de 1958) es un deportista liechtensteiniano que compitió en esquí alpino; campeón mundial en 1978.

## Trayectoria
Participó en cuatro Juegos Olímpicos de Invierno, entre los años 1976 y 1988, obteniendo dos medallas, plata en Lake Placid 1980 y bronce en Sarajevo 1984, ambas en la prueba de eslalon gigante, y el sexto lugar en Calgary 1988, también en el eslalon gigante.
Ganó cuatro medallas en el Campeonato Mundial de Esquí Alpino, en los años 1978 y 1980.
En la Copa del Mundo consiguió catorce victorias y 47 podios en total. Ganó la clasificación general de la Copa del Mundo en 1980.
Fue el abanderado de Liechtenstein en la ceremonia de apertura de los Juegos Olímpicos de Calgary 1988.
En 2006 fue condecorado con el Laurel Dorado de Liechtenstein. Además, fue nombrado «Deportista masculino del año» en su país en cinco ocasiones.
Se retiró de la competición tras los Juegos de Calgary 1988. Entre 1992 y 1996 fue miembro de la junta directiva de la Federación Deportiva Olímpica de Liechtenstein y en 2007 fue elegido presidente de la Federación de Esquí de Liechtenstein.
Su hermana Hanni, su sobrina Tina Weirather y su cuñado Harti Weirather compitieron en el mismo deporte.

## Palmarés internacional
| Juegos Olímpicos   | Juegos Olímpicos             | Juegos Olímpicos  | Juegos Olímpicos |
| Año                | Lugar                        | Medalla           | Prueba           |
| ------------------ | ---------------------------- | ----------------- | ---------------- |
| 1980               | Lake Placid (Estados Unidos) | Medalla de plata  | Eslalon gigante  |
| 1984               | Sarajevo (Yugoslavia)        | Medalla de bronce | Eslalon gigante  |
| Campeonato Mundial |                              |                   |                  |
| Año                | Lugar                        | Medalla           | Prueba           |
| 1978               | Garmisch-Partenkirchen (RFA) | Medalla de oro    | Combinada        |
| 1978               | Garmisch-Partenkirchen (RFA) | Medalla de plata  | Eslalon gigante  |
| 1980               | Lake Placid (Estados Unidos) | Medalla de plata  | Eslalon gigante  |
| 1980               | Lake Placid (Estados Unidos) | Medalla de plata  | Combinada        |